# 15870 Obůrka
15870 Obůrka è un asteroide della fascia principale. Scoperto nel 1996, presenta un'orbita caratterizzata da un semiasse maggiore pari a 2,6373204 UA e da un'eccentricità di 0,1693245, inclinata di 11,39222° rispetto all'eclittica.